# Bakary Y. Badjie
Bakary Y. Badjie (* 20. Jahrhundert in Serekunda-Bartex) ist ein gambischer Politiker.

## Leben
Badjie trat bei den Regionalwahlen in Gambia 2018 zur Wahl in dem Kanifing Municipal Council als unabhängiger Kandidat an. Er erreichte 7,79 % der Stimmen und unterlag Talib Ahmed Bensouda.
Bei einer Kabinettsumbildung am 30. September 2020 berief Präsident Adama Barrow Badjie als Minister für Jugend und Sport (Minister of Youth and Sports) und löste damit Hadrammeh Sidibeh ab. Nach der Wiederwahl Barrows 2021 behielt er das Ministeramt.